# Справа Нельської вежі

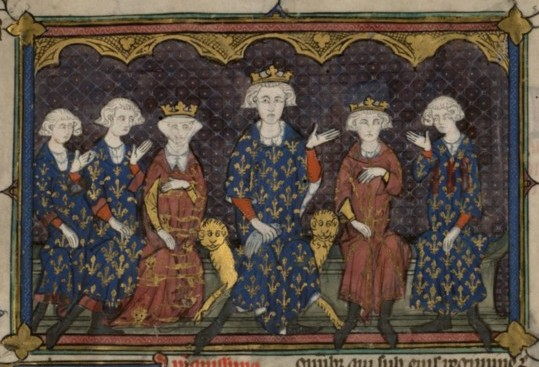
Ілюстрація 1315 року, на якій зображені головні дійові особи через рік після скандалу: Філіп IV (у центрі) та його родина. Зліва направо: його сини Карл IV Красивий та Філіп V, дочка Ізабелла, старший син і спадкоємець Людовік X і брат Карл Валуа.

Справа Нельської вежі (фр. L'affaire de la tour de Nesle) — скандальна історія у французькій королівській сім'ї XIV століття, що стосується трьох невісток короля Філіпа IV, які були звинувачені у подружній зраді 1314 року.